# ونوستینو کرنزا، دی اف
ونوستینو کرنزا، دی اف (به اسپانیایی: Venustiano Carranza, D.F.) یک سکونتگاه مسکونی در مکزیک است که در مکزیکو سیتی واقع شده‌است.

## خصوصیات
ونوستینو کرنزا ۳۳٫۴۲ کیلومترمربع مساحت و ۴۳۰٬۹۷۸ نفر جمعیت دارد.